# Zeguedugu
Zeguedugu (em francês: Zéguédougou) á uma região histórica do Mali, situada na atual região de Sicasso. Aparece pela primeira vez em 1857, quando é visitada pelo fama Daulá Traoré (r. 1845–1860). Ele encontrou-se em Sugula com o chefe de Cutienebugu e o último pediu-lhe ajuda contra a vila de Surunto/Sugunto. Em 1894, os soldados de Babemba Traoré (r. 1893–1898) invadiram e saquearam as vilas em Zeguedugu e Capolondugu.